# 沼狗脊属
沼狗脊属（学名：Anchistea）为乌毛蕨科的一个属。多生于北美洲东部的沼泽中。

## 物种
本属包括以下物种：
- 弗吉尼亚沼狗脊 Anchistea virginica (L.) C.Presl